# Китай на зимних Олимпийских играх 1994
Китайская народная республика участвовала в зимних Олимпийских играх 1994, и завоевала три медали.

## Медалисты
| Медаль  | Спортсмен   | Вид спорта         | Дисциплина      |
| ------- | ----------- | ------------------ | --------------- |
| Серебро | Чжан Яньмэй | Шорт-трек          | Женщины, 500 м  |
| Бронза  | Е Цяобо     | Конькобежный спорт | Женщины, 1000 м |
| Бронза  | Чэнь Лу     | Фигурное катание   | Женщины         |